# Jaime Pacheco
Jaime Moreira Pacheco (Paredes, 22 luglio 1958) è un allenatore di calcio ed ex calciatore portoghese, di ruolo centrocampista.

## Carriera

### Allenatore
Il 5 gennaio 2023 sostituisce Panagiōtīs Gkōnias alla guida del Pyramids.

## Palmarès

### Giocatore

#### Club

##### Competizioni nazionali
- Coppa di Portogallo: 2

Porto: 1983-1984, 1987-1988
- Supercoppa di Portogallo: 1

Porto: 1984
- Campionato portoghese: 1

Porto: 1987-1988

##### Competizioni internazionali
- Coppa dei Campioni: 1

Porto: 1986-1987
- Supercoppa UEFA: 1

Porto: 1987
- Coppa Intercontinentale: 1

Porto: 1987

### Allenatore

#### Club

##### Competizioni nazionali
- Campionato portoghese: 1

Boavista: 2000-2001